# Mamnun Husajn
Mamnun Husajn (ur. 23 grudnia 1940 w Agrze, zm. 14 lipca 2021 w Karaczi) – pakistański przedsiębiorca i polityk, prezydent Pakistanu w latach 2013–2018.

## Życiorys

### Młodość i kariera zawodowa
Był muhadżirem, którego rodzina przeniosła się z Indii do Pakistanu. Był właścicielem przedsiębiorstwa tekstylnego w Karaczi, gdzie również stale zamieszkiwał. Był przewodniczącym Izby Handlu i Przemysłu w Karaczi.

### Kariera polityczna
Politycznie pozostawał związany z Pakistańską Ligą Muzułmańską (Nawaz). Do kierowniczych kręgów organizacji zbliżył się po odsunięciu Nawaza Sharifa od urzędu premiera w 1993.
Od czerwca do października 1999 był gubernatorem prowincji Sindh, jednak musiał odejść z urzędu po zamachu stanu przeprowadzonym przez gen. Perveza Musharrafa. W czasie rządów wojskowych nadal działał w Pakistańskiej Lidze Muzułmańskiej (N). Wystąpił z partii dopiero po zwycięstwie w wyborach prezydenckich.

### Wybór na prezydenta Pakistanu
Mamnun Husajn otrzymał w głosowaniu w Zgromadzeniu Narodowym oraz w Senacie 277 głosów. Na jego kontrkandydata, Wajihuddina Ahmeda, padły 34 głosy. Husajn zwyciężył także w głosowaniach parlamentarzystów trzech z czterech prowincji – w Pendżabie (60 głosów do 4), Sindh (25 do 2), Beludżystanie (55 do 1). Jedynie w Chajber Pasztunchwa górą był Ahmed, który zebrał 36 głosów – na Husajna zagłosowało 21 deputowanych. Najważniejsza formacja opozycyjna, Pakistańska Partia Ludowa, zbojkotowała wybory.
Według analityków wskazanie przez Pakistańską Ligę Muzułmańską (N) Husajna jako kandydata na prezydenta miało służyć umocnieniu władzy przez premiera Nawaza Sharifa, wobec którego prezydent pozostawał całkowicie lojalny, nie posiadając własnego zaplecza politycznego. Miało również być odpowiedzią na zarzuty Pakistańskiej Partii Ludowej, jakoby najwyższe stanowiska w Pakistańskiej Lidze Muzułmańskiej (N) obejmowali jedynie politycy z Pendżabu i poprawić notowania ugrupowania w prowincji Sindh.